# Potanthus amor
Potanthus amor är en fjärilsart som beskrevs av Evans 1932. Potanthus amor ingår i släktet Potanthus och familjen tjockhuvuden. Inga underarter finns listade i Catalogue of Life.